# حاجی‌آباد (بیرم)
حاجی‌آباد، روستایی در دهستان بالاده بخش بیرم شهرستان لارستان در استان فارس ایران است.

## جمعیت
بر پایه سرشماری عمومی نفوس و مسکن در سال ۱۳۹۵، جمعیت این روستا برابر با ۱۲ نفر (۴ خانوار) بوده است.